# Pisa Sporting Club 2021-2022
Questa voce raccoglie le informazioni riguardanti il Pisa Sporting Club nelle competizioni ufficiali della stagione 2021-2022.

## Stagione
Nella stagione 2021-2022 il Pisa disputa il campionato di Serie B, raccoglie 67 punti con il quarto posto finale. La squadra nerazzurra affidata al confermato Luca D'Angelo , ha una partenza a razzo, infatti nel girone di andata fa meglio di tutti con un bottino di 38 punti, cala però vistosamente nel girone di ritorno mettendo insieme 29 punti. Il quarto posto finale vale ovviamente i Play-off, dove salta il turno preliminare, in semifinale incrocia il Benevento, due vittorie (1-0) per le squadre che giocano in casa, ma per il Pisa va bene così, essendo meglio piazzato in campionato rispetto ai campani giunti sesti. Nella finale c'è la doppia sfida con il Monza, al Power Stadium vince il Monza (2-1), poi nel ritorno all'Arena i nerazzurri vanno in vantaggio sul (2-0) nei primi dieci minuti, ma si fanno rimontare (3-4) dai brianzoli nei tempi supplementari, che salgono così in Serie A. In Coppa Italia il Pisa subito fuori nei trentaduesimi di finale, perdendo (3-1) a Cagliari.

## Divise e sponsor
Il fornitore tecnico per la stagione 2021-2022 è adidas, mentre gli sponsor ufficiali sono Cetilar, il back sponsor Hi-Turf Solution e lo sleeve sponsor Maiora - AB Yachts.
| Casa | Trasferta | Terza divisa |

## Organigramma societario
Area direttiva
- Presidente: Giuseppe Corrado
- Consigliere area finanza: Raffaella Viscardi
- Consigliere area sportiva: Giovanni Corrado
- Direttore risorse umane: Antonio Cifaldi
- Direttore amministrazione finanza a controllo: Beppe Vannucchi

Area comunicazione e marketing
- Direttore commerciale: Marco Aceto
- Direttore area comunicazione: Riccardo Silvestri

Area sportiva
- Direttore sportivo: Claudio Chiellini
- Segretario sportivo: Bruno Sabatini
- Consigliere area sportiva: Giovanni Corrado
- Responsabile settore giovanile: Umberto Aringhieri
- Segretario settore giovanile: Giovanni Riccio

Area tecnica
- Allenatore: Luca D'Angelo
- Vice Allenatore: Riccardo Taddei
- Prep. atletico: Marco Greco
- Prep. portieri: Maurizio Pugliesi
- Team manager: Ivan Sarra

Area sanitaria
- Responsabile sanitario: Cataldo Graci
- Medico sociale: Virgilio Di Legge
- Fisioterapisti/recupero infortunati e riatletizzazione: Lorenzo Ferrari, Andrea Costa e Gabriele Pignieri

## Rosa
Rosa e numerazione aggiornate al 1º febbraio 2022.
| N. |                     | Ruolo | Calciatore          |
| -- | ------------------- | ----- | ------------------- |
| 1  | Brasile (bandiera)  | P     | Nicolas             |
| 2  | Italia (bandiera)   | D     | Filippo Berra       |
| 3  | Francia (bandiera)  | D     | Maxime Leverbe      |
| 4  | Italia (bandiera)   | D     | Antonio Caracciolo  |
| 5  | Libia (bandiera)    | C     | Ahmad Benali        |
| 6  | Islanda (bandiera)  | D     | Hjörtur Hermannsson |
| 7  | Italia (bandiera)   | A     | Nicholas Siega      |
| 8  | Romania (bandiera)  | C     | Marius Marin        |
| 9  | Italia (bandiera)   | A     | Lorenzo Lucca       |
| 10 | Italia (bandiera)   | A     | Ernesto Torregrossa |
| 11 | Israele (bandiera)  | A     | Yonatan Cohen       |
| 12 | Italia (bandiera)   | P     | Matteo Kucich       |
| 13 | Senegal (bandiera)  | A     | Assan Seck          |
| 15 | Germania (bandiera) | C     | Idrissa Touré       |
| 16 | Ungheria (bandiera) | C     | Ádám Nagy           |
| 17 | Italia (bandiera)   | A     | Giuseppe Sibilli    |
| 18 | Italia (bandiera)   | A     | Giuseppe Mastinu    |

| N. |                    | Ruolo | Calciatore               |
| -- | ------------------ | ----- | ------------------------ |
| 19 | Italia (bandiera)  | D     | Samuele Birindelli       |
| 20 | Italia (bandiera)  | D     | Pietro Beruatto          |
| 21 | Italia (bandiera)  | C     | Alessandro Quaini        |
| 22 | Italia (bandiera)  | P     | Alessandro Livieri       |
| 23 | Italia (bandiera)  | D     | Tommaso Fischer          |
| 24 | Italia (bandiera)  | D     | Alessandro Curci         |
| 25 | Serbia (bandiera)  | P     | Vladan Dekić             |
| 26 | Italia (bandiera)  | A     | Gaetano Masucci          |
| 27 | Austria (bandiera) | C     | Robert Gucher (capitano) |
| 28 | Italia (bandiera)  | C     | Davide Di Quinzio        |
| 29 | Italia (bandiera)  | A     | Andrea Cisco             |
| 30 | Italia (bandiera)  | C     | Alessandro De Vitis      |
| 31 | Romania (bandiera) | A     | George Pușcaș            |
| 33 | Italia (bandiera)  | D     | Davide de Marino         |
| 36 | Italia (bandiera)  | C     | Gabriele Piccinini       |
| 77 | Italia (bandiera)  | A     | Davide Marsura           |

## Calciomercato

### Sessione estiva(dal 01/07 al 31/08)
| Acquisti         | Acquisti            | Acquisti         | Acquisti      |
| R.               | Nome                | da               | Modalità      |
| ---------------- | ------------------- | ---------------- | ------------- |
| P                | Nicolas             | Reggina          | svincolato    |
| D                | Filippo Berra       | Bari             | definitivo    |
| D                | Maxime Leverbe      | Chievo           | svincolato    |
| D                | Hjörtur Hermannsson | Brøndby          | definitivo    |
| C                | Ádám Nagy           | Bristol City     | definitivo    |
| C                | Gabriele Piccinini  | Lentigione       | definitivo    |
| C                | Idrissa Touré       | Juventus U23     | definitivo    |
| A                | Yonatan Cohen       | Maccabi Tel Aviv | definitivo    |
| Altre operazioni |                     |                  |               |
| R.               | Nome                | da               | Modalità      |
| P                | Matteo Kucich       | Cavese           | fine prestito |
| P                | Leonardo Loria      | Juventus U23     | definitivo    |
| C                | Alessandro Quaini   | AlbinoLeffe      | fine prestito |
| C                | Roberto Zammarini   | Pordenone        | fine prestito |
| A                | Thomas Alberti      | Paganese         | fine prestito |
| A                | Luigi Cuppone       | Monopoli         | fine prestito |
| A                | Giuseppe Sibilli    | AlbinoLeffe      | definitivo    |

| Cessioni         | Cessioni         | Cessioni     | Cessioni       |
| R.               | Nome             | a            | Modalità       |
| ---------------- | ---------------- | ------------ | -------------- |
| P                | Stefano Gori     | Juventus U23 | fine prestito  |
| D                | Andrea Beghetto  | Alessandria  | definitivo     |
| D                | Francesco Belli  | Bari         | definitivo     |
| D                | Simone Benedetti | Alessandria  | definitivo     |
| D                | Francesco Lisi   | Perugia      | definitivo     |
| D                | Marco Varnier    | Atalanta     | fine prestito  |
| C                | Luca Mazzitelli  | Sassuolo     | fine prestito  |
| C                | Danilo Soddimo   |              | fine contratto |
| A                | Michele Marconi  | Alessandria  | definitivo     |
| A                | Simone Palombi   | Lazio        | fine prestito  |
| A                | Luca Vido        | Atalanta     | fine prestito  |
| Altre operazioni |                  |              |                |
| R.               | Nome             | da           | Modalità       |

### Sessione invernale(dal 3/01 al 31/01)
| Acquisti | Acquisti            | Acquisti     | Acquisti                                      |
| R.       | Nome                | da           | Modalità                                      |
| -------- | ------------------- | ------------ | --------------------------------------------- |
| A        | Ernesto Torregrossa | Sampdoria    | prestito con diritto/obbligo di riscatto      |
| C        | Ahmad Benali        | Crotone      | prestito con diritto/obbligo di riscatto      |
| D        | Davide de Marino    | Juventus U23 | prestito con diritto di riscatto              |
| A        | George Pușcaș       | Reading      | prestito con obbligo di riscatto condizionato |

| Cessioni | Cessioni           | Cessioni    | Cessioni   |
| R.       | Nome               | a           | Modalità   |
| -------- | ------------------ | ----------- | ---------- |
| D        | Alessandro Curci   | Paganese    | definitivo |
| A        | Andrea Cisco       | Teramo      | prestito   |
| C        | Gabriele Piccinini | Fiorenzuola | prestito   |
| C        | Alessandro Quaini  | Monopoli    | prestito   |

## Risultati

### Serie B

#### Girone di andata
| Arbitro: | Camplone (Pescara) |

|            |           |  |
| Sibilli 1’ | Marcatori |  |

| Arbitro: | Cosso (Reggio Calabria) |

|                |           |  |
| Lucca 80’, 85’ | Marcatori |  |

| Arbitro: | Maresca (Napoli) |

|                          |           |                                                     |
| A. Donnarumma 30’ (rig.) | Marcatori | 9’ De Vitis 32’ (aut.) Sørensen 57’ Lucca 84’ Cohen |

| Arbitro: | Massa (Imperia) |

|           |           |                                        |
| Proia 30’ | Marcatori | 43’ Touré 81’ Birindelli 90+2’ Mastinu |

| Arbitro: | Pairetto (Nichelino) |

|                      |           |               |
| Sibilli 7’ Lucca 53’ | Marcatori | 64’ Dany Mota |

| Arbitro: | Prontera (Bologna) |

|               |           |           |
| Del Prato 53’ | Marcatori | 13’ Lucca |

| Arbitro: | Colombo (Como) |

|                                   |           |  |
| Cionek 6’ (aut.) Lucca 68’ (rig.) | Marcatori |  |

| Arbitro: | Baroni (Firenze) |

|                             |           |             |
| Mulattieri 2’ Zanellato 24’ | Marcatori | 45+1’ Touré |

| Arbitro: | Tremolada (Monza) |

|                |           |                  |
| Caracciolo 57’ | Marcatori | 90+6’ Folorunsho |

| Arbitro: | Orsato (Schio) |

|                  |           |              |
| D. Ciofani 90+3’ | Marcatori | 34’ Beruatto |

| Arbitro: | Marcenaro (Genova) |

|             |           |                    |
| Masucci 24’ | Marcatori | 40’ (rig.) Dionisi |

| Arbitro: | Meraviglia (Pistoia) |

|                             |           |  |
| Antonucci 47’ Baldini 90+1’ | Marcatori |  |

| Arbitro: | Mariani (Aprilia) |

|          |           |  |
| Cohen 7’ | Marcatori |  |

| Arbitro: | Sozza (Seregno) |

|  |           |             |
|  | Marcatori | 70’ Sibilli |

| Arbitro: | Miele (Nola) |

|             |           |                    |
| Marsura 11’ | Marcatori | 72’ (rig.) De Luca |

| Arbitro: | Doveri (Roma) |

|  |           |                      |
|  | Marcatori | 5’ (aut.) F. Scaglia |

| Arbitro: | Orsato (Schio) |

|             |           |  |
| Sibilli 58’ | Marcatori |  |

| Arbitro: | Chiffi (Padova) |

|  |           |                           |
|  | Marcatori | 9’ Touré 52’ (rig.) Cohen |

| Arbitro: | Cosso (Reggio Calabria) |

|               |           |                                |
| Marsura 45+1’ | Marcatori | 46’, 71’ Zerbin 85’ Novakovich |

#### Girone di ritorno
| Ferrara 29 dicembre 2021, ore 14:00 CET 20ª giornata | SPAL               | 0 – 0 referto | Pisa | Stadio Paolo Mazza (2 859 spett.)\| Arbitro: \| Ayroldi (Molfetta) \| |
| Arbitro:                                             | Ayroldi (Molfetta) |               |      |                                                                       |

| Arbitro: | Pezzuto (Lecce) |

|                    |           |                        |
| Marconi 36’ (rig.) | Marcatori | 43’ (rig.) Torregrossa |

| Pisa 22 gennaio 2022, ore 14:00 CET 22ª giornata | Pisa              | 0 – 0 referto | Ternana | Stadio Arena Garibaldi-Romeo Anconetani (4 416 spett.)\| Arbitro: \| Ghersini (Genova) \| |
| Arbitro:                                         | Ghersini (Genova) |               |         |                                                                                           |

| Arbitro: | Di Martino (Teramo) |

|                          |           |                     |
| Cohen 43’ Caracciolo 60’ | Marcatori | 17’ Cavion 22’ Diaw |

| Arbitro: | Maresca (Napoli) |

|           |           |                               |
| Valoti 8’ | Marcatori | 18’ Pușcaș 65’ (aut.) Pereira |

| Pisa 19 febbraio 2022, ore 18:30 CET 25ª giornata | Pisa             | 0 – 0 referto | Parma | Stadio Arena Garibaldi-Romeo Anconetani (5 660 spett.)\| Arbitro: \| Abisso (Palermo) \| |
| Arbitro:                                          | Abisso (Palermo) |               |       |                                                                                          |

| Arbitro: | Massimi (Termoli) |

|           |           |  |
| Ménez 11’ | Marcatori |  |

| Arbitro: | Cosso (Reggio Calabria) |

|                                       |           |                     |
| Pușcaș 22’ Benali 37’ Torregrossa 45’ | Marcatori | 60’ Mogoș 69’ Cuomo |

| Arbitro: | Ghersini (Genova) |

|  |           |                 |
|  | Marcatori | 26’ Torregrossa |

| Arbitro: | Prontera (Bologna) |

|                                       |           |  |
| Torregrossa 9’ (rig.), 50’ Pușcaș 89’ | Marcatori |  |

| Arbitro: | Marini (Roma) |

|                  |           |  |
| Dionisi 41’, 44’ | Marcatori |  |

| Arbitro: | Aureliano (Bologna) |

|                 |           |  |
| Torregrossa 39’ | Marcatori |  |

| Arbitro: | Di Martino (Teramo) |

|                                                                 |           |            |
| Ioniță 3’ Caracciolo 32’ (aut.) Improta 49’ Forte 69’ Tello 88’ | Marcatori | 85’ Pușcaș |

| Pisa 6 aprile 2022, ore 19:00 CEST 33ª giornata | Pisa              | 0 – 0 referto | Brescia | Stadio Arena Garibaldi-Romeo Anconetani (7 271 spett.)\| Arbitro: \| Santoro (Messina) \| |
| Arbitro:                                        | Santoro (Messina) |               |         |                                                                                           |

| Arbitro: | Massa (Imperia) |

|            |           |            |
| Curado 67’ | Marcatori | 28’ Pușcaș |

| Arbitro: | Pezzuto (Lecce) |

|                                       |           |             |
| Pușcaș 7’, 78’ Torregrossa 68’ (rig.) | Marcatori | 63’ Gliozzi |

| Arbitro: | Pairetto (Nichelino) |

|                        |           |  |
| Lucioni 18’ Faragò 85’ | Marcatori |  |

| Arbitro: | Abbattista (Molfetta) |

|                   |           |                   |
| Venturi 6’ (aut.) | Marcatori | 79’ (rig.) Liotti |

| Arbitro: | Rapuano (Rimini) |

|                    |           |                        |
| Leverbe 65’ (aut.) | Marcatori | 16’ Pușcaș 20’ Sibilli |

#### Play-off
| Arbitro: | Prontera (Bologna) |

|              |           |  |
| Lapadula 85’ | Marcatori |  |

| Arbitro: | Sozza (Seregno) |

|            |           |  |
| Benali 11’ | Marcatori |  |

| Arbitro: | Guida (Torre Annunziata) |

|                          |           |             |
| Dany Mota 9’ Gytkjær 74’ | Marcatori | 90+3’ Berra |

| Arbitro: | Mariani (Aprilia) |

|                                           |           |                                          |
| Torregrossa 1’ Hermannsson 9’ Mastinu 90’ | Marcatori | 20’ Machín 79’, 101’ Gytkjær 96’ Marrone |

### Coppa Italia

#### Turni eliminatori
| Arbitro: | Manganiello (Pinerolo) |

|                                              |           |             |
| Marin 28’ Caracciolo 36’ (aut.) Deiola 45+3’ | Marcatori | 67’ Masucci |

## Statistiche

### Statistiche di squadra
Statistiche aggiornate al 6 maggio 2022.
| Competizione | Punti | In casa | In casa | In casa | In casa | In casa | In casa | In trasferta | In trasferta | In trasferta | In trasferta | In trasferta | In trasferta | Totale | Totale | Totale | Totale | Totale | Totale | DR  |
| Competizione | Punti | G       | V       | N       | P       | Gf      | Gs      | G            | V            | N            | P            | Gf           | Gs           | G      | V      | N      | P      | Gf     | Gs     | DR  |
| ------------ | ----- | ------- | ------- | ------- | ------- | ------- | ------- | ------------ | ------------ | ------------ | ------------ | ------------ | ------------ | ------ | ------ | ------ | ------ | ------ | ------ | --- |
| Serie B      | 67    | 19      | 10      | 8       | 1       | 26      | 13      | 19           | 8            | 5            | 6            | 22           | 22           | 38     | 18     | 13     | 7      | 48     | 35     | +13 |
| Coppa Italia | -     | 0       | 0       | 0       | 0       | 0       | 0       | 1            | 0            | 0            | 1            | 1            | 3            | 1      | 0      | 0      | 1      | 1      | 3      | -2  |
| Totale       | -     | 19      | 10      | 8       | 1       | 26      | 13      | 20           | 8            | 5            | 7            | 23           | 25           | 39     | 18     | 13     | 8      | 49     | 38     | +11 |

### Andamento in campionato
| Giornata  | 1 | 2 | 3 | 4 | 5 | 6 | 7 | 8 | 9 | 10 | 11 | 12 | 13 | 14 | 15 | 16 | 17 | 18 | 19 | 20 | 21 | 22 | 23 | 24 | 25 | 26 | 27 | 28 | 29 | 30 | 31 | 32 | 33 | 34 | 35 | 36 | 37 | 38 |
| --------- | - | - | - | - | - | - | - | - | - | -- | -- | -- | -- | -- | -- | -- | -- | -- | -- | -- | -- | -- | -- | -- | -- | -- | -- | -- | -- | -- | -- | -- | -- | -- | -- | -- | -- | -- |
| Luogo     | C | C | T | T | C | T | C | T | C | T  | C  | T  | C  | T  | C  | T  | C  | T  | C  | T  | T  | C  | C  | T  | C  | T  | C  | T  | C  | T  | C  | T  | C  | T  | C  | T  | C  | T  |
| Risultato | V | V | V | V | V | N | V | P | N | N  | N  | P  | V  | V  | N  | V  | V  | V  | P  | N  | N  | N  | N  | V  | N  | P  | V  | V  | V  | P  | V  | P  | N  | N  | V  | P  | N  | V  |
| Posizione | 1 | 1 | 1 | 1 | 1 | 1 | 1 | 1 | 1 | 1  | 1  | 3  | 2  | 1  | 2  | 1  | 1  | 1  | 1  | 2  | 2  | 3  | 4  | 3  | 4  | 5  | 4  | 3  | 1  | 3  | 2  | 3  | 4  | 6  | 5  | 6  | 4  | 3  |

Fonte:  Serie B – Classifica, su legab.it.
Legenda:

Luogo: C = Casa; T = Trasferta. Risultato: V = Vittoria; N = Pareggio; P = Sconfitta.